# Bugard
Bugard is een gemeente in het Franse departement Hautes-Pyrénées (regio Occitanie) en telt 86 inwoners (2009). De plaats maakt deel uit van het arrondissement Tarbes.

## Geografie
De oppervlakte van Bugard bedraagt 5,5 km², de bevolkingsdichtheid is dus 15,6 inwoners per km².

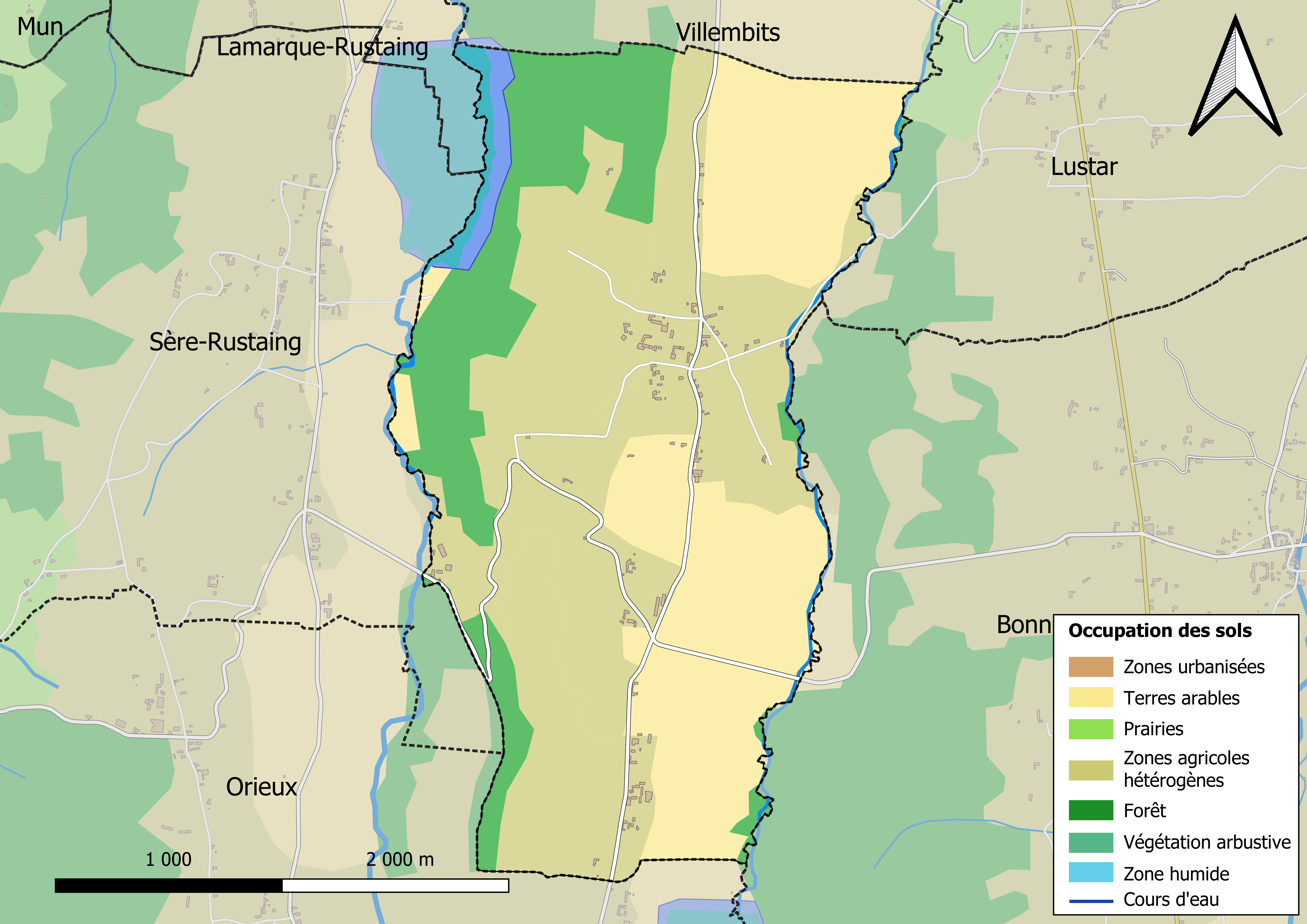
Kaart van de gemeente met belangrijkste infrastructuur, bodemgebruik en omliggende gemeenten

## Demografie
Onderstaande figuur toont het verloop van het inwonertal (bron: INSEE-tellingen).